# Alviano
Alviano ist eine italienische Gemeinde 
in der Provinz Terni, Region Umbrien, mit 1345 Einwohnern (Stand 31. Dezember 2023).

## Geographie

Lage der Gemeinde Alviano in der Provinz Terni

Alviano liegt im südlichen Teil Umbriens an der Grenze zur Provinz Viterbo im Latium in der klimatischen Einordnung italienischer Gemeinden in der Zone D, 1 822 GG. Der Ort befindet sich auf der rechten Seite des Tibertals, auf halber Strecke zwischen Orvieto und Narni, in einer zerfurchten, von Erosion geprägten Hügellandschaft. Der Tiber selbst durchfließt das westliche Gemeindegebiet. In der Gemeinde liegt der 1963 im Auftrag der Enel geschaffene Tiberstausee Lago di Alviano. Der See ist Zentrum eines 1978 eingerichteten Naturschutzgebietes (Oasi di Alviano), das 900 Hektar umfasst und viele Vogelarten beherbergt.
Zur Gemeinde Alviano gehören noch der Ortsteil Alviano Scalo, die einzige Fraktion der Gemeinden, sowie mehrere Weiler und Örtlichkeiten.
Nachbargemeinden sind Amelia, Civitella d’Agliano (VT), Graffignano (VT), Guardea und Lugnano in Teverina.

## Geschichte
Die erste befestigte mittelalterliche Ansiedlung geht auf das Jahr 933 zurück und wurde unter dem Namen "Albianum" erwähnt. Die Festung wurde von den Truppen Orvietos und Todis zerstört. Im 15. Jahrhundert war der Ort Lehen der Familie d’Alviano. Deren bekanntestes Mitglied war der Condottiere Bartolomeo d’Alviano, der das Castello im Stil der Renaissance wieder errichtete, und aus dem Ort das Zentrum eines kleinen Staates machte. Nach dem Aussterben der Familie Alviano kam das Lehen an mehrere Besitzer und wurde 1654 von Olimpia Maidalchini, Ehefrau von Pamfilo Pamphilj, einem Bruder des Papstes Innozenz X., erworben.

## Kultur und Sehenswürdigkeiten

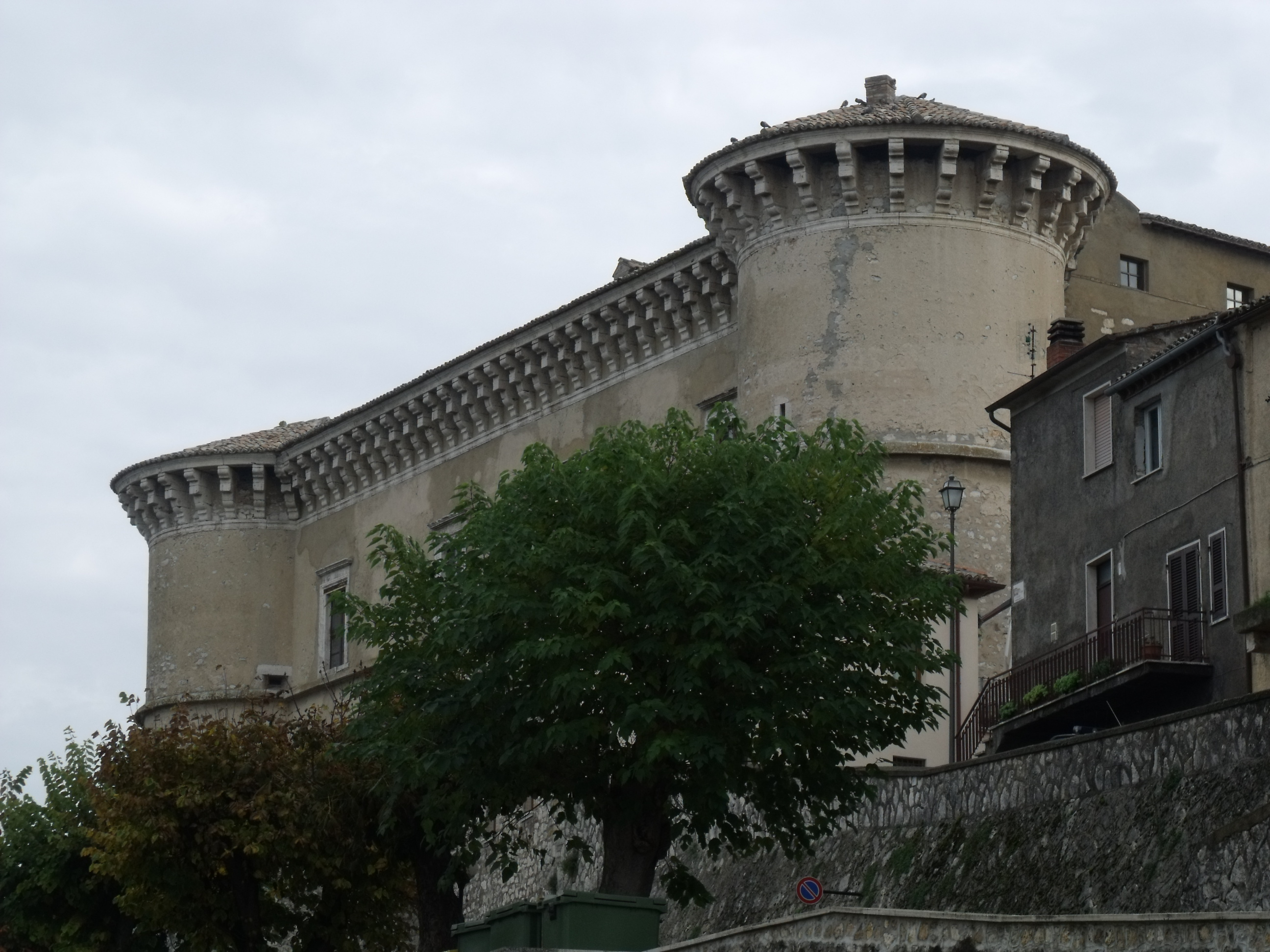
Die Burg Castello di Alviano

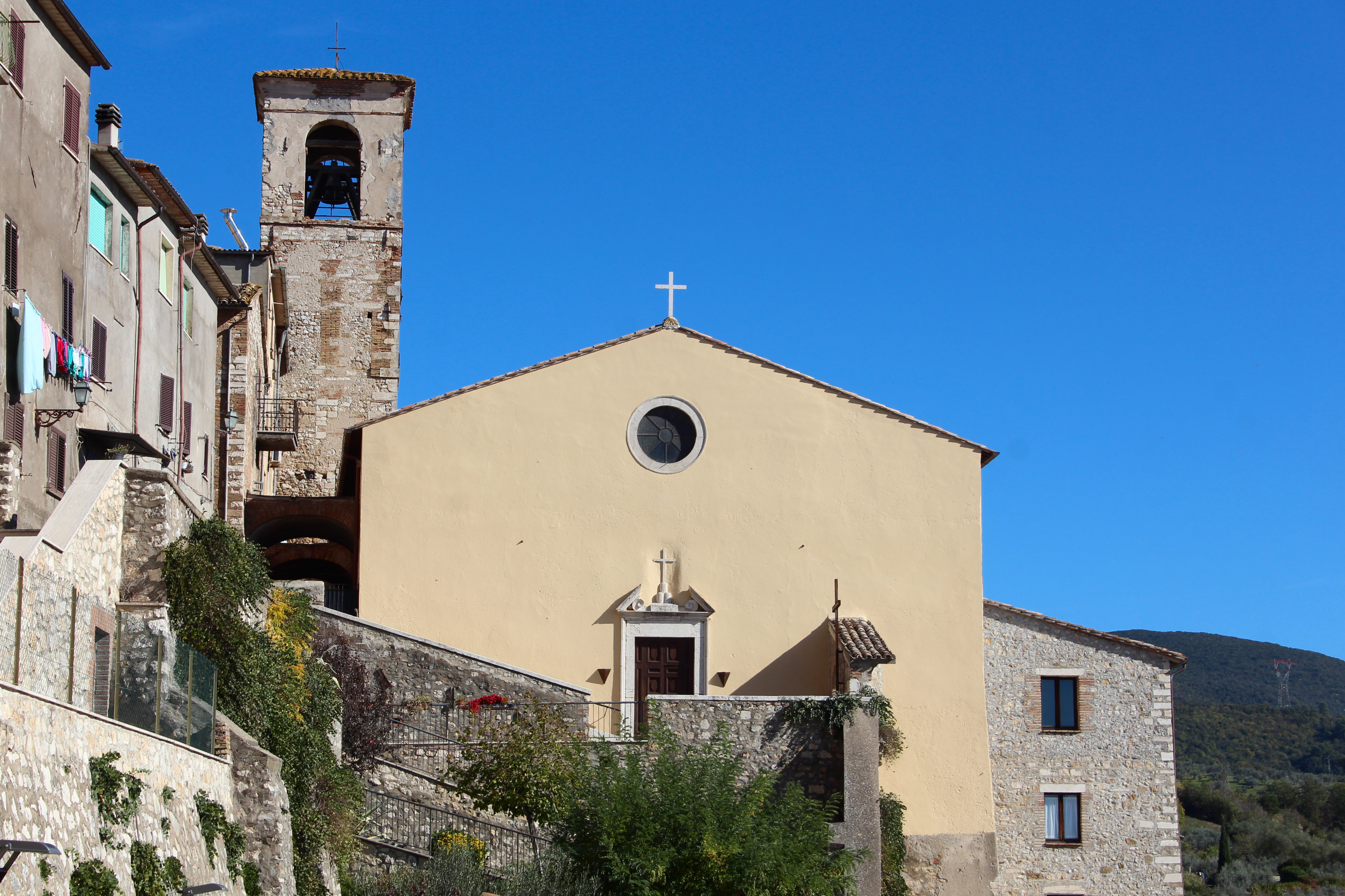
Die Kirche Santa Maria Assunta

- Der mittelalterlich geprägte Ort wird durch das Castello Doria Pamphili aus dem 15. Jahrhundert beherrscht. Die Burg hat einen quadratischen Grundriss mit vier runden Wehrtürmen. Die Kapelle der Burg ist mit Fresken, unter anderem von Giuseppe Bastiani (17. Jahrhundert) ausgestattet. Heute dient das Gebäude als Rathaus und besitzt ein Museum mit einer Dauerausstellung über die landwirtschaftlichen Traditionen der Gegend und über das Leben des Bartolomeo d’Alviano.
- Santa Maria Assunta, auch: Chiesa dei S.S. Pietro e Paolo – Dreischiffige Parochialkirche aus dem 15. Jahrhundert. Der Innenraum bewahrt ein Fresko von Giovanni Antonio da Pordenone (Madonna zwischen den Heiligen Gregor und Hieronymus und Pentesilea Baglione), sowie ein Gemälde von Nicolò Alunno (Mariä Himmelfahrt).
- In Pupigliano sind Reste einer römischen Villa aus dem 1. Jahrhundert vor Chr. erhalten.

## Verkehr
- Alviano liegt mit dem Bahnhof Alviano Scalo (auch Stazione di Alviano genannt) an der Bahnstrecke Florenz-Rom.
- Der nächstgelegene Anschlusspunkt an den Fernverkehr liegt in Attigliano. Hier befindet sich eine Anschlussstelle an die A1 (Autostrada del Sole). Sie liegt etwa 14 km entfernt.

## Gemeindepartnerschaften
- Vajnory (Slowakei)
- Ondara (Spanien)
- Daone (Provinz Trient, Italien)

## Persönlichkeiten
- Bartolomeo d’Alviano (1455–1515), Condottiere